# Stromwaage

Der ampereschen Stromwaage entlehnter Aufbau

Die Stromwaage wurde von André-Marie Ampère bei Versuchen zum elektrischen Strom entwickelt. Sie besteht aus einem festen Leiter, an dem ein U-förmiger Drahtbügel hängt, der sich frei wie ein Pendel bewegen kann. Mit diesem Gerät können Versuche durchgeführt werden, die die Wechselwirkung zweier stromdurchflossener Leiter zeigen.
Ampère konnte zeigen, dass parallele elektrische Leiter sich anziehen, wenn sie von Strom durchflossen werden und der Strom in beiden Leitern in die gleiche Richtung fließt und sich abstoßen, wenn der Stromfluss entgegengesetzt verläuft. Er vermutete, dass ein Magnetfeld um die stromdurchflossenen Leiter entsteht.
In weiteren Versuchen entdeckt Ampère, dass ein elektrischer Leiter, den man zu einer Spule aufwickelt, sich wie ein Stabmagnet verhält. Als Spannungsquelle benutzte er ein Volta-Element, eine einfache chemische Batterie.

## Kelvinsche Stromwaage

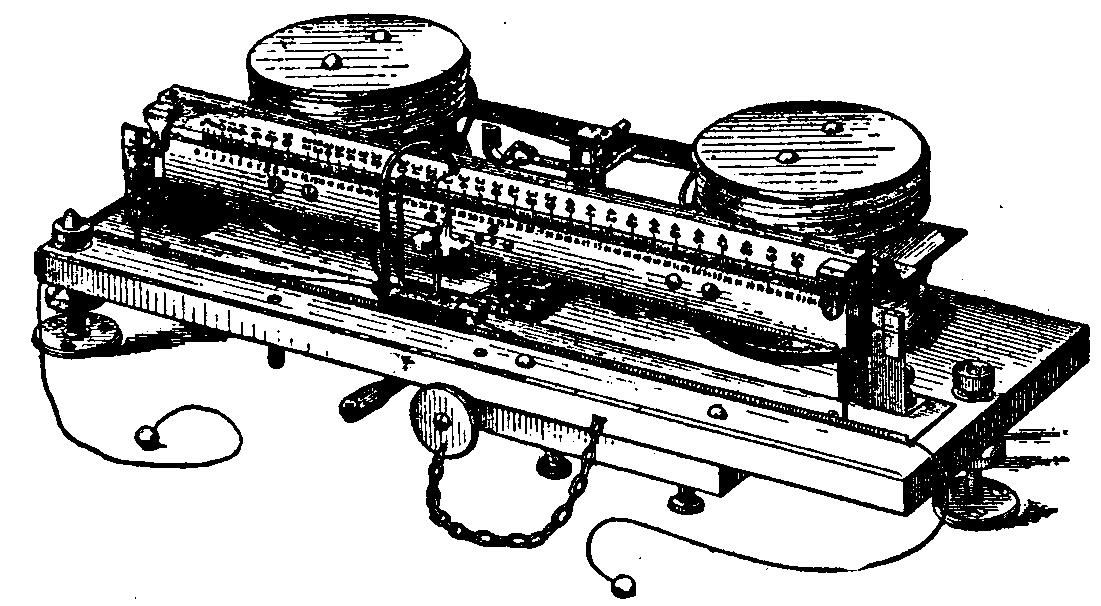
Kelvinsche Stromwaage

Lord Kelvin entwickelte 1882 eine Stromwaage neuen Typs. Diese besteht aus einer Balkenwaage, auf deren beiden Balkenenden sich je eine Spule befindet. Zwei weitere unbewegliche Spulen sind oberhalb der beiden beweglichen Spulen angebracht. Die vier Spulen werden in Reihe geschaltet, so dass durch jede Spule der gleiche Strom fließt, und zwar derart, dass sich die Spulen auf der einen Seite der Waage anziehen und auf der anderen Seite abstoßen. Aus dem Gewicht, das benötigt wird, um die Waage im Gleichgewicht zu halten, kann in Abhängigkeit von der Stromstärke die Kraft zwischen den Spulen berechnet werden und dies ermöglicht es, Stromstärken in Ampere zu kalibrieren.
Kelvinsche Stromwaagen wurden von White in Glasgow hergestellt und von James W. Queen aus Philadelphia in die USA exportiert, wo sie 1889 für 200 Dollar pro Stück verkauft wurden.

## Stromwaage im Physikversuch

Typischer Versuchsaufbau

Im Physikunterricht stellt ein Stromwaagenaufbau ein beliebtes Mittel zur experimentellen Untersuchung der magnetischen Flussdichte B dar. Eine bestromte Feldspule erzeugt ein konstantes Magnetfeld, das durch einen weichmagnetischen Werkstoff geführt wird. Ein U-förmiger Leiterbügel wird im Magnetfeld platziert und von einem bekannten (gemessenen) Strom durchflossen. Eine elektronische Waage misst die Kraftänderung gegenüber dem unbestromten Zustand, bei dem nur die Gewichtskraft wirkt. Durch Änderung des Stromflusses und verschieden lange Leiterbügel zeigt sich deren Zusammenhang mit der Kraftwirkung:
{\displaystyle F\sim I} und {\displaystyle F\sim l}
Daraus bestimmt sich die magnetische Flussdichte mit folgendem Zusammenhang:
{\displaystyle {\frac {F}{I\cdot l}}=konstant}
{\displaystyle {\frac {F}{I\cdot l}}=B}